# キャロリン・グッドマン
キャロリン・ゴールドマーク・グッドマン（英語：Carolyn Goldmark Goodman、1939年3月25日 - ）は、アメリカ合衆国の政治家。第22代ラスベガス市長を務めた（2011-2024年）。前市長であり弁護士であったオスカー・グッドマンの妻であり、ラスベガスで2人目の女性市長である。